# NGC 7444
NGC 7444 est une galaxie lenticulaire barrée,, vue par la tranche et située dans la constellation du Verseau. Sa vitesse par rapport au fond diffus cosmologique est de 2 797 ± 51 km/s, ce qui correspond à une distance de Hubble de 41,3 ± 3,1 Mpc (∼135 millions d'al). NGC 7444 a été découverte par l'astronome germano-britannique William Herschel en 1785.

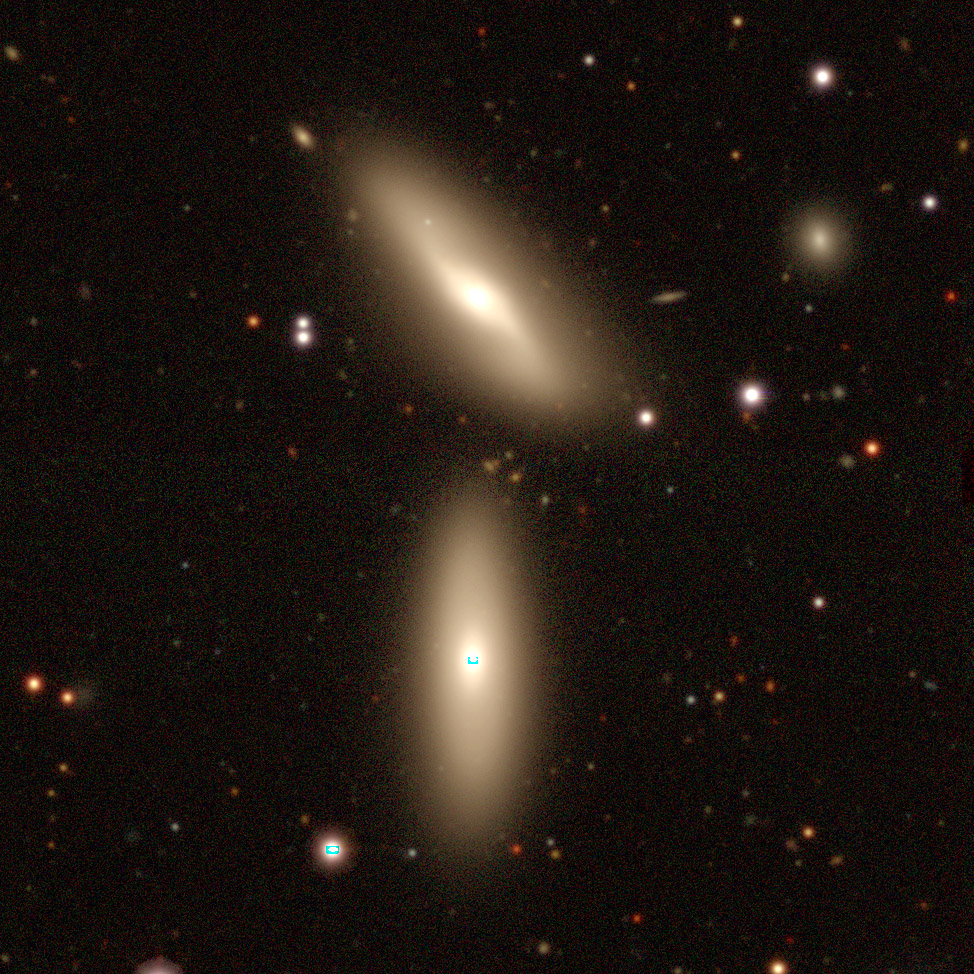
Les galaxies NGC 7443 et NGC 7444 par le projet « Legacy Surveys DR10 ».

## Groupe de NGC 7443
Selon A. M. Garcia, NGC 7444 est membre du trio de NGC 7443. Ce trio compte au moins 3 membres. Les autres galaxies du trio sont NGC 7443 et NGC 7450.
De plus, NGC 7444 forme une paire de galaxies avec NGC 7443,.